# Milan Plodík
Milan Plodík (* 10. června 1956) je český politik a podnikatel, v letech 2000 až 2020 zastupitel Kraje Vysočina, od roku 1998 zastupitel města Havlíčkův Brod, člen KSČM.

## Život
V minulosti pracoval 14 let v zemědělství jako agronom, bezpečnostní a požární technik, vedoucí personalista a topič v kotelně. Od roku 1992 soukromě podniká (např. v oblasti silniční motorové dopravy, hostinské činnosti či službách realitní kanceláře).
Od roku 2008 figuruje ve statutárních orgánech společnosti Havlíčkobrodská realitní (v letech 2008 až 2015 jako jednatel a společník s majetkovou účastí 100 %, od roku 2015 už jen s majetkovou účastí 50 %). V letech 2009 až 2012 působil rovněž jako člen správní rady obecně prospěšné společnosti Stanice Pavlov. Od roku 2015 se také angažuje jako předseda bytového družstva.
Milan Plodík je ženatý a má dvě děti, žije ve městě Havlíčkův Brod.

## Politické působení
V komunálních volbách v roce 1994 kandidoval jako nezávislý za Sdružení SDL, NK do Zastupitelstva města Havlíčkův Brod, ale neuspěl. Následně vstoupil do KSČM a ve volbách v roce 1998 byl zvolen zastupitelem města. Mandát zastupitele města obhájil ve volbách v roce 2002, 2006 (lídr kandidátky), 2010 (opět lídr kandidátky) a 2014 (již po třetí jako lídr). V minulosti působil jako člen Hospodářského výboru, od roku 2014 je členem Výboru pro územní plán a rozvoj města.
V krajských volbách v roce 2000 byl za KSČM zvolen zastupitelem Kraje Vysočina. Ve volbách v roce 2004 svůj mandát obhájil, stejně tak ve volbách v roce 2008. Krajským zastupitelem se stal i ve volbách v roce 2012. V minulosti působil jako člen Dopravní komise a Bezpečnostní komise Rady Kraje Vysočina či jako člen Finančního výboru. Od roku 2015 Finančnímu výboru předsedal z titulu uvolněného zastupitele. Ve volbách v roce 2016 byl lídrem kandidátky KSČM v Kraji Vysočina a post krajského zastupitele obhájil. Také ve volbách v roce 2020 mandát krajského zastupitele obhajoval, ale tentokrát neuspěl.
Za KSČM také kandidoval ve Východočeském kraji a později Kraji Vysočina ve volbách do Poslanecké sněmovny PČR, ale ani jednou v letech 1998, 2010 a 2013 neuspěl. Ve volbách do Senátu PČR v roce 2012 kandidoval za KSČM v obvodu č. 44 – Chrudim. Se ziskem 16,90 % hlasů však skončil na 3. místě.